# Maria Esteve de Vicens
María Esteve Blanes, que signava les seves obres com Maria Esteve de Vicens, va néixer l'any 1880 a Artà i hi va morir el 19 de setembre de l'any 1966. Va ser una escritora artanenca, mestra, comediògrafa, poeta i glosadora.
De família acomodada, va tenir facilitats a l'hora d'entrar a estudiar a Palma al col·legi de La Puresa, actualment Mare Alberta. Allà començà a escriure poesia i, encoratjada per la bona acollida del seu poema «El lliri» en una festa escolar, va prosseguir en la pràctica de la seva vocació. Va comptar amb l'ajut i col·laboració del seu germà, Francesc Esteve Blanes, canonge de la Seu, que va musicar gran part de la seva obra.
El 6 de maig de 1930 es va estrenar al Teatre Principal de Palma Mallorca, quadret líric, amb música de Francesc Esteve, en una funció benèfica per a l'Asil dels nens. Fou la primera vegada que una autora mallorquina estrenava en un gran teatre ja que fins aleshores el teatre mallorquí escrit per dones romania confinat als col·legis femenins i teatres petits. També fou representada al Teatre Principal d'Inca sota la direcció de Jaume Albertí, i el desembre següent al Teatre Cine Victòria de Lloseta. L'any 1931 va publicar Beatures, una sarsuela en dos actes i amb personatges exclusivament femenins, amb música del seu germà, que s'estrenà l'1 de febrer del mateix any al mateix col·legi de La Puresa i que també fou representada el 17 de novembre de 1935 al Cercle Tradicionalista de Palma. El 29 de maig de 1934, en una altra funció benèfica, va estrenar al Teatre Principal Errada de comptes, peça lírica en tres actes i en vers musicada per Artur Baratta, que fou considerada la primera sarsuela mallorquina; havia estat publicada poc abans aquell mateix any i fou molt representada arreu de Mallorca. L'any 1935 va publicar el quadret líric Mallorca, conegut per Cant a Mallorca i amb música de Francesc Esteve. El 17 de maig de 1933 va estrenar al col·legi La Puresa Les dones a la moderna, peça lírica en tres actes amb música de Francesc Esteve, que es va publicar el 1936. El 1935 havia publicat Qui barata el cap se grata, comèdia per a infants en un acte. El 1937 va publicar l'obra de teatre en vers Un mal glop, publicada a l'Heraldo de Cristo, on es mostrava la brutal repressió que els falangistes i els requetès exercien contra els vençuts i on s'escenifica com una amenaça d'afussellament d'un republicà és canviada gràcies a una ràpida conversió per prendre oli de ricí.
Va crear dos Arguments: el de 1946 i el de 1947, cantat en la festa de Sant Antoni Abat. L'Argument del 1947 va ser el primer i darrer premiat de Maria Esteve degut a les crítiques, ja que es considerava que s'allunyava dels patrons tradicionals del gènere. Els dos Arguments consten d'un estil i una sensibilitat aliens als esquemes propis de la poesia oral i, fins i tot, de la tradicional.
La seva obra poètica fou bastant popular i es caracteritza per la seva sensibilitat i senzillesa, allunyada de tecnicismes i paraules recercades, escrita en llengua vernacla i en una temàtica centrada en el paisatge, la vida i els costums de la ruralia, com per exemple a L’Hort, Marina i La botiga.
A banda de teatre i poesia també escrigué en prosa i va publicar articles i col·laboracions en premsa, entre d'altres en les revistes locals artanenques Llevant i Bellpuig.